# Kardos (Románia)
Kardos (románul: Cordoș) falu Romániában, Maros megyében.

## Története
Maroskece község része. A trianoni békeszerződésig Torda-Aranyos vármegye Marosludasi járásához tartozott.

## Népessége
2002-ben 54 lakosa volt, ebből 44 román és 10 magyar nemzetiségű; 44 ortodox és 10 református hitű.